# Braemar-Hill-Morde
Als Braemar-Hill-Morde (chinesisch 寶馬山雙屍案, Pinyin Bǎomǎ Shān Shuāngshī àn, Jyutping Bou2maa5 Saan1 Soeng4si1 on2) werden die Morde an zwei jungen britischen Einwohnern auf Braemar Hill (Hongkong) durch eine fünfköpfige Gruppe junger Krimineller am 20. April 1985 bezeichnet. Die Morde erlangten aufgrund großer medialer und politischer Reaktionen auch Aufmerksamkeit über Hongkong hinaus. Sie gelten als eines der brutalsten und verstörendsten Verbrechen in der Geschichte Hongkongs.

## Hintergrund
Der 17-jährige Kenneth McBride und die 18-jährige Nicola Myers waren ein Paar und besuchten die Island School in Hongkong. Beide galten an der Schule als bekannt und beliebt. McBride war Präsident der hiesigen Schülervereinigung, Kapitän des Ruderteams und Mitglied des Debattierklubs. Myers galt als intelligente Schülerin, mit Interesse an Sprachen und dem Wunsch später als Dolmetscherin zu arbeiten.

## Ermordung
Am Nachmittag des Tattages entschied sich das Paar für einen Ausflug nach Braemar Hill, Teil des Tai Tam Landschaftsparks, in dessen Nähe McBride wohnte. Gemeinsam wollten sie den Tag nutzen, um dort für ihre anstehenden Advanced Level-Prüfungen zu lernen. Sie suchten sich dafür einen abgelegenen und wenig frequentierten Weg am Hang des Berges. Früher am selbigen Tag traf sich die Gruppe der späteren Täter, die sich aus dem 24-jährigen Pang Shun-yee (彭信義), dem 20-jährigen Tam Sze-foon (譚士歡), dem 25-jährigen Chiu Wai-man (趙偉文), dem 17-jährigen Cheung Yau-hang (張有恆) und dem 16-jährigen Won Sam-lung (尹三龍) zusammensetzte. Laut den Aussagen (u. a. Wons) war Pang der Anführer der Gruppe. Zu Beginn machte die Gruppe sich gen Gipel auf, um dort das Kabel der örtlichen Antennenstation zu stehlen. Nach mehreren gescheiterten Versuchen machte die Gruppe sich auf den Weg zurück ins Tal, dabei entdeckten sie McBride und Myers. Die Gruppe hielt die beiden für Europäer, welche – nach Annahmen der Gruppe – wohlhabend sein müssten, und entschlossen sich daher diese auszurauben. Als die Gruppe auf McBride und Myers traf, setzten sich diese zur Wehr und gaben an, nur einen HK$ mit sich zu führen. Die Gruppe schenkte der Aussage des Paars keinen Glauben und begann daher massiv auf die beiden einzuschlagen. McBride erlitt heftige Schläge und wurde im Verlauf der Tat an Händen und Füßen gefesselt. Im Zuge der Handlung stahl Tam McBrides Sportschuhe, welche sich im späteren Gerichtsverfahren als wichtiges Beweisstück herausstellten. Laut den Aussagen der anderen Täter nötigte Pang fortan seine Gruppe Misshandlung an den beiden vorzunehmen. Während Pang Myers vergewaltigte, maltretierten und schlugen die anderen Gruppenmitglieder weiterhin mit enormer Härte auf McBride ein. Anschließend wurden Myers Genitalien mit einem Stock und einer Flasche penetriert. Im Verlauf der Misshandlungen entschloss sich Pang, dass McBride und Myers sterben müssten, da diese die Gruppe andernfalls identifizieren könnten. Nach dem Mord verließ die Gruppe den Berg und zerstörte deren Lehrbücher entlang des Weges.
Man fand McBrides leblosen Körper, mit über 100 Verletzungen am Körper, gefesselt und stranguliert mit seiner Armbinde. Den Leichnam von Myers fand man halb entblößt, übersät mit mehr als 500 Schnittverletzungen, mit einem zertrümmerten Kiefer und einem aus der Augenhöhle heraushängenden Augapfel.

## Untersuchung
Als McBride und Myers am Abend des Tattages nicht heimkehrten, begaben sich die Familien noch in der Nacht auf die Suche. Als sie die beiden jedoch nicht auffinden konnten, verständigten sie die Polizei. Bereits am Morgen des nächsten Tages wurden die beiden leblosen Körper des Paares von einem Jogger entdeckt. Die schrecklichen Morde und das Ausmaß der Brutalität schockierten die Öffentlichkeit, so dass die Hongkonger Polizei der Untersuchung besondere Aufmerksamkeit widmete. Mehr als 800 Polizisten und mehrere Mitarbeiter vom British Forces Overseas Hongkong wurden entsandt, um den Tatort zu durchsuchen. Die Polizei entdeckte einige Holzstöcke, die vermutlich als Waffen verwendet wurden. Weiterhin wurden die zerrissenen Lehrbücher entlang der Hügelseite gefunden. Darüber hinaus konnte die Polizei Spuren von Sperma auf Myers Körper sowie partielle Fingerabdrücke auf den zerrissenen Büchern und den Stöcken auffinden.
Aufgrund des damaligen technischen Stands der Forensik war es jedoch nicht möglich, die Beweise ausreichend zu verwerten, um die Mörder zu identifizieren. Die Polizei interviewte mehr als 10.000 Menschen, die in der Gegend lebten, und wandte sich außerdem an Mitglieder der Triaden. Der Mord erschütterte die damalige Gemeinschaft an Auswanderern und Expats, zumal die Mordfälle zwei Briten betrafen. Dies war sehr selten. Ein paar Monate nach den Morden spendete ein Hongkonger Geschäftsmann anonym 500.000 HK$ an die Hongkonger Polizei als Belohnung für alle, die genügend Informationen über den Mord liefern würden. Daraufhin kontaktierte ein anonymes Mitglied der Triaden die Polizei, der auf eine ungewöhnliche Aktivität eines ihrer Mitglieder hinwies. Die Hinweise führten die Polizei zu Pang und zeigten, dass dieser an der Tat beteiligt war.

## Festnahme und Inhaftierung
Pang wurde im November 1985 von der Hongkonger Polizei festgenommen; die restlichen Mitglieder der Gruppe in den darauffolgenden 48 Stunden. Obwohl die Mitglieder Aussagen zum Tathergang machten, gestand nur Won den Mord an McBride und Myers. Pang, Tam und Chui wurden im folgenden Gerichtsprozess des Mordes schuldig befunden und zum Tode verurteilt. Das Todesurteil wurde 1993 durch den Governor-in-Council in eine lebenslange Haftstrafe umgewandelt. Zwei der Mörder, Cheung und Won, waren zum Tatzeitpunkt minderjährig und wurden gemäß dem britischen Rechtskonzept „At Her Majesty’s Pleasure“ auf unbestimmte Zeit inhaftiert.
Nach der Übergabe der Souveränität Hongkongs an China im Jahr 1997 appellierte Wong an die Familie von McBride und Myers um Vergebung. 1998 gab die Familie McBride und Myers bekannt, dass sie Won für sein Verbrechen verziehen habe und appellierte an den Verwaltungschef der chinesischen Sonderverwaltungszone Hongkong, Tung Chee Hwa, für eine geringere Strafe Wons. Die Strafe Wons wurde daraufhin auf 27 Jahre und die Cheungs auf 35 Jahre Haft reduziert. Won wurde 2004 im Beisein der Presse aus dem Stanley-Gefängnis entlassen und wurde einem Rehabilitationsprogramm eingegliedert. Nach seiner Freilassung erklärte Won, dass die Vergebung der Familien ihn emotional berührt hätte, es jedoch schwer zu akzeptieren sei. Er wolle aber die ihm gegebene Gelegenheit nutzen, um sich nun wieder voll in die Gesellschaft einzugliedern.
Cheung appellierte an das Gericht, um eine Absenkung seiner Strafe auf das Niveau derer Wons. Diese wurde jedoch am 6. April 2006 vom Gericht abgelehnt, mit der Begründung, dass im Hinblick auf die Schwere der Tat, die erstmalige Haftverkürzung auf 35 Jahre mehr als großzügig gewesen sei. Letztendlich wurde Cheung im Dezember 2007 aus der Haft des Shek Pik-Gefängnis auf Lantau Island entlassen.
Tam verstarb während seiner Haftzeit im Jahre 2009 aufgrund einer Krebserkrankung.

## Täter
Die Täter sind im Vorfeld der Tat – bis auf kleinere Vergehen – nicht weiter polizeilich in Erscheinung getreten. Pang, der Anführer der Gruppe, war bis zum Tatzeitpunkt Gelegenheitsarbeiter und niedriges Mitglied der Fuk Yee Hing (福義興) Triaden, bei der er einen Ruf als Schläger und Rüpel hatte. Cheung wurde von seiner Familie im Alter von 4 Jahren verstoßen und verließ das Waisenhaus mit 6 Jahren. Mit 13 wurde er von seinem gewalttätigen Vater wieder aufgenommen. Im Alter von 14 brach er die Schule ab und verdiente ab da sein Einkommen mit Gelegenheitsjobs als Dienstbote, in der Gastronomie und als Hilfskraft zum Öffnen der Taxitüren am Fährhafen. Als Cheung arbeitslos wurde, verstieß ihn sein Vater erneut. Zu der Zeit, als er von Pang rekrutiert wurde, lebte er auf den Straßen Hongkongs. Won war zur Tatzeit als Koch in einem lokalen Restaurant tätig.

## Nachwirkungen
In Gedenken an Kenneth McBride und Nicola Myers gründeten die Familien, Freunde und die Island School den Nicola Myers and Kenneth McBride Memorial Fund, um benachteiligten Kindern in Hongkong eine schulische Weiterbildung zu ermöglichen.
Der Film Suburb Murder (香港姦殺奇案) von 1992 orientiert sich lose an der Geschichte des Mordes. Der Film From the Queen to the Chief Executive (等候董建華發落; 2001) erzählt die Bitte des Gnadenersuchs eines der Täter nach Amnestie.